# Minuskuł 431
Minuskuł 431 (według numeracji Gregory-Aland), ε 374 (von Soden) – rękopis Nowego Testamentu pisany minuskułą na pergaminie w języku greckim z XII wieku. Zawiera marginalia. Przechowywany jest w Strasburgu.

## Opis rękopisu
Kodeks zawiera tekst Nowego Testamentu oprócz Apokalipsy, na 275 pergaminowych kartach (13,3 cm na 10,3 cm).
Tekst rękopisu pisany jest jedną kolumną na stronę, w 28–33 linijkach na stronę. Nagłówki są zdobione srebrem.
Tekst rękopisu dzielony jest według κεφαλαια (rozdziałów), których numery podano na marginesie. W górnym marginesie umieszczono τιτλοι (tytuły) owych rozdziałów. Ponadto przed każdą z Ewangelii umieszczone zostały listy κεφαλαια (spis treści).
Oryginalny rękopis nie zawierał tekstu Pericope adulterae (Jan 7,53-8,11), został on dodany w roku 1391 przez późniejszego kompilatora na końcu Ewangelii Jana.

## Tekst
Grecki tekst Ewangelii reprezentuje tekst bizantyński. Aland zaklasyfikował go do Kategorii III w tekście Dziejów oraz Listów powszechnych. W pozostałych księgach NT Aland zaklasyfikował go do Kategorii V. Według Claremont Profile Method jest bliski dla minuskułu 1167 w Łk 1; 10; 20.

## Historia
Paleograficznie datowany jest na wiek XII. Rękopis należał niegdyś do Domfrauen von Andlau. W 1607 roku został sprezentowany dla kolegium jezuitów w Molsheim.
Rękopis został dodany do listy rękopisów Nowego Testamentu przez Scholza.
Rękopis badali Scholz oraz Gregory.
Obecnie przechowywany jest w Priesterseminarium (1), w Strasburgu.
Jest cytowany w naukowych krytycznych greckiego Novum Testamentum Nestle–Alanda (NA26, NA27).